# Hagaparken
Hagaparken è un parco cittadino situato a Solna, a nord di Stoccolma in Svezia.

## Descrizione
Si trova lungo la costa occidentale del lago salmastro Brunnsviken e fa parte del Royal National City Park. All'interno del parco si trovano il Palazzo Haga, il Padiglione del Re Gustavo III, il Padiglione Cinese, il Tempio Haga Echo, il Chiosco Turco, le rovine di un castello (che in realtà non sono delle rovina in quanto sono i resti di un castello mai terminato) e il palazzo Ulriksdal. Nel complesso è presente il cimitero della famiglia reale svedese (dal 1922), dove sono tumulati diversi membri e antenati della famiglia reale svedese Bernadotte.

## Storia
Il parco è stato originariamente progettato dall'architetto Fredrik Magnus Piper (1746–1824), venendo commissionato da Gustavo III. Nel 1935 Hagaparken è stato classificato come monumento statale e dal 1994 fa parte del Royal National City Park.